# Conyza pannosa
Espèce
Statut de conservation UICN

 EN B1ab(ii,iv)+2ab(ii,iv) : En danger
Conyza pannosa est une espèce de plantes à fleurs de la famille des Asteraceae. Elle est endémique du Cap-Vert.
Localement elle est connue sous le nom de « taba ».

## Répartition et habitat
Cette espèce est présente dans les zones montagneuses des îles de Santo Antão, São Vicente, Santiago, São Nicolau et Brava. On la trouve entre 500 et 1 000 m d'altitude.
Elle semble confinée aux zones humides excepté à Santo Antão où elle vit également dans des zones sub-humides et semi-arides.